# Virus de les plantes

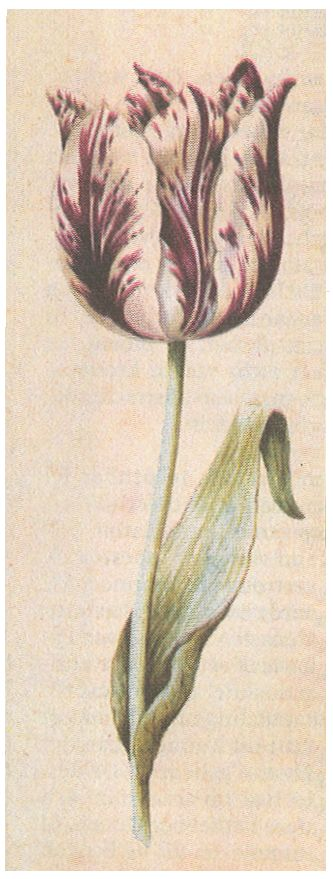
aquarel·la pintada el 1640 per Anton Claez: que mostra una tulipa afectada per un virus que li dona una variegació considerada ornamental

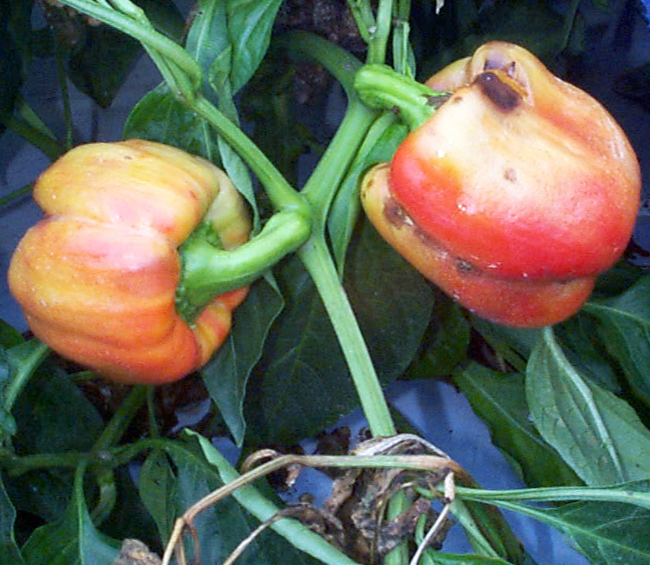
pebrotera del tipus paprika amb deformacions per virosis (pepper mild mottle virus)

Els virus de les plantes o fitovirus són aquells virus que afecten les plantes superiors. Com passa sempre en tots els virus són paràsits intracel·lulars obligats dels seus hostes (en aquest cas les plantes), ja que els virus no disposen de la maquinària molecular que els permeti l'autoreplicació sense un hoste. Generalment els virus de les plantes produeixen una malaltia perniciosa per a les plantes però en alguns casos en plantes ornamentals els virus fan aparèixer coloracions o variegacions que es consideren atractives i desitjables. La multiplicació viral causa un canvi en el metabolisme o la destrucció de la cèl·lula. La proliferació de virus en el teixit vegetal, en alguns casos, no té un símptoma visible al principi (fenomen d'emmascarament), però molt sovint els atacs de virus es manifesten per símptomes com taques, senyals (mosaics), necrosi, nanissament, decoloracions, reducció del creixement, etc.
Tots els virus de les plantes són inofensius pels humans i altres animals però els símptomes en les plantes atacades poden ser tan evidents que els productes vegetals no arribin a comercialitzar-se.
Les malalties víriques s'han anat estenent a l'agricultura en els darrers anys i pràcticament no es poden combatre si no es fa amb mitjans preventius. Segons l'experiència com més se selecciona una planta perquè tingui més rendiment més feble es torna davant dels virus i altres malalties. Com més càlid és el clima de l'explotació agrícola més afectada està pels virus de les plantes (en gran part perquè hi ha més insectes vectors) per això tradicionalment plantes com maduixeres i patateres es multipliquen en climes frescs de muntanya. El primer virus descrit va ser el virus del mosaic del tabac Tobacco mosaic virus (TMV). A nivell mundial els danys que causen els virus de les plantes s'estimen en 60.000 milions de dòlars cada any.
Els virus de les plantes s'agrupen en 73 gèneres i 49 família. Els virus poden afectar només a una espècie o a tota una família de plantes.
Per a la transmissió dins la planta o entre plantes els virus fan servir estratègies variades i diferents que en el cas dels virus que afecten animals. Fan servir organismes o agents vectors (insectes, àcars, nematodes, fongs, l'aigua, transmissió mecànica, empelt multiplicació vegetativa, etc.) La paret cel·lular de les plantes és sòlida per això les partícules del virus (virions) prefereixen seguir la via del plasmodesma.
La defensa de les plantes contra la infecció dels virus inclou, entre altres mesures usar un tipus d'ARN particular davant l'ARN víric. La majoria dels virus de les plantes codifiquen una proteïna per suprimir aquesta resposta de les plantes. A més les plantes redueixen el transport a través del plasmodesma.
Va ser Martinus Beijerinck l'any 1898, qui s'adonà que la infecció del virus del mosaic del tabac continuava després de passar per un filtre de porcellana i que això contrastava amb les infeccions causades per bacteris els quals quedaven retinguts per aquest tipus de filtre.

## Classificació dels virus de les plantes
Els virus de les plantes s'anomenen en anglès o es tradueixen i s'indiquen les sigles angleses. Per exemple en català el Virus de la Cullera del Tomàquet, Tomato Yellow leaf curl virus (TYLCV)
El 1939 Holmes va publicar una llista de 129 virus de plantes, el 1999 se’n van reconèixer oficialment 977.
L'estructura dels fitovirus està ben definida. Es presenta en forma de partícules virals (o virions) que tenen característiques isomètriques, bastons rígids o filamentosos i també formes baciliformes.
Els criteris fonamentals usats per a la classificació són tres:
- La natura del material genètic: ADN o ARN, mono o bicadena (una branca o dues)
- El nivell d'homologia (adquirida d'un ancestre comú) dels genes. Per a fer-ho se seqüència el material genètic de cadascun dels virus i els més pròxims s'agrupen en el mateix tàxon. Però hi ha tipus isolats com els Benyvirus o els Pomovirus.
- En menor mesura es classifiquen segons la forma dels virions.

El 1939 Holmes va publicar una llista de 129 virus de plantes, el 1999 se’n van reconèixer oficialment 977.

## Lluita contra fitovirus
Actualment no hi ha producte químics antivirals per a les plantes.
- Selecció genètica: Per sistema clàssic per creuaments amb altresplantes o per creació d'organismes modificats genèticament.
- Eliminació de vectors: Fer conreus en llocs frescos, cobrir els conreus contra l'atac de vectors, insecticides, acaricides nematicides funguicides, etc.
- Termoteràpia: aplicar calor controlada pot eliminar els virus però no protegeix les plantes d'una posterior infectació vírica.
- Conreu de meristems s'ha aplicat en les maduixeres i altres plantes de reproducció vegetativa com le carxoferes. elimina els virus la reproducció per llavor pot evitat transmetre virosis.

## Alguns fitovirus

### Controlats per tècniques d'immunització
- virus de la tristesa dels cítirics
- virus de la papaia
- virus del mosaic groc del carbassó
- virus del mosaic del tabac.

### Altres fitovirus
- Sugar Beet Curly Top virus
- Virus de la cullera del tomàquet (TYLCV)
- Virus del bronzejat del tomàquet (TSWV)
- Virus del mosaic de l'alfals (AMV)
- Virus de la sharka, Plum pox virus (PPV)